# Tricao Malal
Tricao Malal är en ort i Argentina.   Den ligger i provinsen Neuquén, i den sydvästra delen av landet, 1 100 km väster om huvudstaden Buenos Aires. Tricao Malal ligger 1 336 meter över havet och antalet invånare är 533.
Terrängen runt Tricao Malal är varierad. Runt Tricao Malal är det mycket glesbefolkat, med 3 invånare per kvadratkilometer.. Det finns inga andra samhällen i närheten.
Omgivningarna runt Tricao Malal är i huvudsak ett öppet busklandskap.